# 航空事故の一覧 (2020年以降)
本項では、日本以外で発生した民間航空機やゼネラル・アビエーションの航空事故のうち、2020年以降のものについて記述する。
本項以外の航空事故については以下を参照。
- 航空事故の一覧 (1959年以前) - 1959年以前に発生した航空事故
- 航空事故の一覧 (1960年から1979年) - 1960年から1979年までに発生した航空事故
- 航空事故の一覧 (1980年から1999年) - 1980年から1999年までに発生した航空事故
- 航空事故の一覧 (2000年から2019年) - 2000年から2019年までに発生した航空事故
- 日本の航空事故

## 凡例
1. 事故発生日
2. 航空会社と便名もしくは機体記号または機体名
3. 製造元と機種
4. 犠牲者数
5. 事故の状況
6. 個別の記事がある場合には詳細として内部リンク

## 2020年代

### 2020年
- 2020年2月5日
  - 便名： ペガサス航空 2193便
  - 機種： ボーイング 737-86J
  - 死者： 乗員乗客183人中3人が死亡。
  - 状況： イズミルからイスタンブールに向かう便がサビハ・ギョクチェン国際空港に着陸する際、滑走路から外れて機体が折れて、火災が発生した。
  - 詳細： 「ペガサス航空2193便着陸失敗事故」を参照。

- 2020年3月29日
  - 便名： ライオンエアー 救急便
  - 機種： IAI 1124A ウェストウィンド Ⅱ
  - 死者： 乗員乗客8人全員死亡。
  - 状況： ニノイ・アキノ国際空港を離陸する際に墜落し炎上した。
  - 詳細： 「2020年IAI ウェストウィンドオーバーラン事故」を参照。

- 2020年5月22日
  - 便名： パキスタン国際航空 8303便
  - 機種： エアバス A320-214
  - 死者： 乗員乗客99人中97人と地上の1人が死亡。
  - 状況： カラチのジンナー国際空港への最終進入中に墜落した。
  - 詳細： 「パキスタン国際航空8303便墜落事故」を参照。

- 2020年8月7日
  - 便名： エア・インディア・エクスプレス 1344便
  - 機種： ボーイング 737-8HG
  - 死者： 乗員乗客190人中21人が死亡。
  - 状況： インドのカリカット国際空港への着陸時にオーバーランした。
  - 詳細： 「エア・インディア・エクスプレス1344便着陸失敗事故」を参照。

### 2021年
- 2021年1月9日
  - 便名： スリウィジャヤ航空 182便
  - 機種： ボーイング 737-524
  - 死者： 乗員乗客62人全員が死亡。
  - 状況： ジャカルタからポンティアナックに向かう便がスカルノ・ハッタ国際空港からの離陸直後に墜落。
  - 詳細： 「スリウィジャヤ航空182便墜落事故」を参照。
- 2021年2月20日
  - 便名： ユナイテッド航空 328便
  - 機種： ボーイング 777-222
  - 死者： なし。
  - 状況： デンバー国際空港からダニエル・K・イノウエ国際空港に向かっていた便が離陸直後に第2エンジンが故障し、緊急着陸した。
  - 詳細： 「ユナイテッド航空328便エンジン事故」を参照。

- 2021年7月2日
  - 便名： トランスエア（英語版） 810便
  - 機種： ボーイング 737-275C
  - 死者： なし。
  - 状況： ダニエル・K・イノウエ国際空港からカフルイ空港へ向かっていた便が第1エンジンの故障により、ホノルル沖で不時着水。
  - 詳細： 「トランスエア810便不時着水事故」を参照。

- 2021年7月6日
  - 便名： ペトロパブロフスク・カムチャツキー航空（英語版） 251便
  - 機種： アントノフ An-26B-100
  - 死者： 乗員乗客28人全員が死亡。
  - 詳細： 「ペトロパブロフスク・カムチャツキー航空251便墜落事故 (2021年)」を参照。

- 2021年10月19日
  - 便名： 987 インベストメント LLC 臨時便
  - 機種： マクドネル・ダグラス MD-87
  - 死者： なし。
  - 詳細： 「2021年ヒューストンMD-87離陸失敗事故」を参照。

### 2022年
- 2022年2月26日
  - 便名： ABアビエーション（英語版） 1103便
  - 機種： セスナ 208D
  - 死者： 乗員乗客14人全員が死亡。
  - 状況： コモロのモヘリ・バンダル・エス・エスラム空港（英語版）への着陸進入中に墜落した。

- 2022年3月21日
  - 便名： 中国東方航空 5735便
  - 機種： ボーイング 737-89P
  - 死者： 乗員乗客132人全員が死亡。
  - 詳細： 「中国東方航空5735便墜落事故」を参照。

- 2022年4月7日
  - 便名： DHLアエロ・エクスプレッソ（英語版） 7216便
  - 機種： ボーイング 757-27A
  - 死者： なし。
  - 状況： コスタリカのフアン・サンタマリーア国際空港への緊急着陸時に滑走路を逸脱した。

- 2022年5月12日
  - 便名： チベット航空 9833便
  - 機種： エアバス A319-115
  - 死者： なし。
  - 状況： 中国の重慶江北国際空港からの離陸時に滑走路を逸脱した。

- 2022年5月29日
  - 便名： タラ・エア 197便
  - 機種： デ・ハビランド・カナダ DHC-6-300
  - 死者： 乗員乗客22人全員が死亡。
  - 状況： ネパールのポカラ空港を離陸後、山腹に激突した。

- 2022年7月16日
  - 便名： メリディアン 3032便
  - 機種： アントノフ An-12BK
  - 死者： 乗員乗客8人全員が死亡。
  - 状況： ギリシャのカヴァラ国際空港（英語版）への緊急着陸を試みていた際に墜落。

- 2022年9月4日
  - 便名： 個人所有機
  - 機種： セスナ 551 サイテーション II/SP
  - 死者： 乗員乗客4人全員が死亡。
  - 詳細： 「2022年バルト海セスナ551墜落事故」を参照。

- 2022年10月23日
  - 便名： 大韓航空 631便
  - 機種： エアバス A330-322
  - 死者： なし。
  - 状況： フィリピンのマクタン・セブ国際空港への着陸時に滑走路をオーバーランした。
  - 詳細： 「大韓航空631便オーバーラン事故」を参照。

- 2022年11月6日
  - 便名： プレシジョンエア 494便
  - 機種： ATR 42-500
  - 死者： 乗員乗客43人中19人が死亡。
  - 状況： タンザニアのブコバ空港（英語版）への着陸時にヴィクトリア湖に墜落した。
  - 詳細： 「プレシジョンエア494便着陸失敗事故」を参照。

- 2022年11月12日
  - 機種： 1) B-17爆撃機、2) P-63戦闘機
  - 死者： 両機の乗員6人全員が死亡。
  - 状況： 航空ショーにおいて2機が空中衝突し墜落、炎上した。
  - 詳細： 「ダラス航空ショー空中衝突事故」を参照。

- 2022年11月18日
  - 便名： LATAM ペルー 2213便
  - 機種： エアバス A320-271N
  - 死者： 乗員乗客108人は全員生存、地上の2人が死亡。
  - 状況： 離陸滑走中の機体の前を消防車が横切り衝突、炎上した。
  - 詳細： 「LATAM ペルー2213便離陸失敗事故」を参照。

### 2023年
- 2023年1月15日
  - 便名： イエティ航空 691便
  - 機種： ATR 72-500
  - 死者： 乗員乗客72人全員が死亡。
  - 状況： ネパールのポカラ国際空港への着陸進入中に墜落した。
  - 詳細： 「イエティ航空691便着陸失敗事故」を参照。

### 2024年
- 2024年1月5日
  - 便名： アラスカ航空 1282便
  - 機種： ボーイング 737 MAX 9
  - 死者： なし。
  - 状況： 離陸直後、突如後方左側の非常ドアが吹き飛んで急減圧が発生し、緊急着陸した。
  - 詳細： 「アラスカ航空1282便緊急着陸事故」を参照。

- 2024年5月19日
  - 便名： イラン空軍による運用
  - 機種： ベル 212
  - 死者： 乗員乗客9人全員が死亡。
  - 状況： ハードランディングであるとされている。事故の前日、イラン気象局は事故が発生した地域にオレンジの気象警報を発令していた。
  - 詳細： 「東アーザルバーイジャーン州ヘリコプター墜落事故」を参照。

- 2024年5月21日
  - 便名： シンガポール航空 321便
  - 機種： ボーイング ボーイング777-300（ER）
  - 死者： 乗員乗客229人中1人が死亡。
  - 状況： チャンギ国際空港に向かい、ミャンマー沖のベンガル湾上空を飛行中に晴天乱気流に遭遇し、乱高下した。
  - 詳細： 「シンガポール航空321便乱高下事故」を参照。

- 2024年7月24日
  - 便名： サユラ航空（英語版） 所有
  - 機種： ボンバルディア CRJ200
  - 死者： 乗員乗客19人中18人が死亡。
  - 状況： 離陸直後横転し、滑走路の東側、航空機格納庫とレーダー基地の間の峡谷に滑り込むように墜落した。
  - 詳細： 「サユラ航空ボンバルディア CRJ200 墜落事故」を参照。

- 2024年8月9日
  - 便名： ボエパス航空（英語版） 2283便
  - 機種： ATR 72-500
  - 死者： 乗員乗客61人全員が死亡。
  - 状況： グアルーリョス国際空港へ向かう途中、サンパウロ州ビニェード（英語版）の住宅街に墜落した。
  - 詳細： 「ボエパス航空2283便墜落事故」を参照。

- 2024年8月31日
  - 便名： ヴィティアズ・エアロ 所有
  - 機種： ミル Mi-8T
  - 死者： 乗員乗客22人全員が死亡。
  - 状況： カムチャツカ地方バシュカジェツ火山付近の丘陵地帯に墜落した。
  - 詳細： 「カムチャッカ半島ミルMi-8墜落事故」を参照。

- 2024年9月15日
  - 便名： ユート・コミューター・サービス 所有
  - 機種： セスナ 207 スカイワゴン
  - 死者： 乗員乗客4人全員が死亡。
  - 状況： アメリカ合衆国のセントメリーズ空港（英語版）に向かう途中、当空港付近に墜落した。

- 2024年11月26日
  - 便名： スウィフトエア 5960便
  - 機種： ボーイング 737-476SF
  - 死者： 乗員4人中1人が死亡。
  - 状況： DHLから委託運行されたスウィフトエアがヴィリニュス国際空港へ向かう途中、リトアニア ナウジニンカイの住宅街に墜落した。
  - 詳細： 「スウィフトエア5960便墜落事故」を参照。

- 2024年12月22日
  - 便名： 個人所有機
  - 機種： セスナ T207A ターボ・ステーショネア7
  - 死者： 乗員乗客7人全員が死亡。
  - 状況： メキシコのグアダラハラ国際空港へ向かう途中、ハリスコ州キトゥパン（英語版）の南、エルモントソ地域の山中に墜落した。

- 2024年12月23日
  - 便名： スイス・インターナショナル・エアラインズ 1885便
  - 機種： エアバス A220-300
  - 死者： 乗員乗客79人中1人が死亡。
  - 状況： スイスのチューリッヒ空港へ向かう途中、エンジントラブルによりコックピットと客室内に煙が発生し、オーストリアのグラーツ空港に緊急着陸した。
  - 詳細： 「スイス・インターナショナル・エアラインズ1885便エンジン故障事故（英語版）」を参照。

- 2024年12月25日
  - 便名： アゼルバイジャン航空 8243便
  - 機種： エンブラエル ERJ-190AR
  - 死者： 乗員乗客67人中38人が死亡。
  - 状況： 調査中
  - 詳細： 「アゼルバイジャン航空8243便墜落事故」を参照。

- 2024年12月28日
  - 便名： KLMオランダ航空 1204便
  - 機種： ボーイング 737-8K2
  - 死者： なし。
  - 状況： ノルウェーのオスロ空港から離陸直後に油圧系統の不具合が発生し、サンデフィヨルド空港（英語版）への緊急離陸時に滑走路を逸脱した。

- 2024年12月29日
  - 便名： チェジュ航空 2216便
  - 機種： ボーイング 737-8AS
  - 死者： 乗員乗客181人中179人が死亡。
  - 状況： 調査中
  - 詳細： 「チェジュ航空2216便事故」を参照。

- 2024年12月29日
  - 便名： エア・カナダ 2259便
  - 機種： デ・ハビランド・カナダ DHC-8-Q402
  - 死者： なし。
  - 状況： カナダのハリファックス国際空港にて、車輪系統の不具合により左側面を擦りながら着陸し左エンジンが炎上、滑走路上に停止した。

- 2024年12月30日
  - 便名： 個人所有機
  - 機種： セスナ 172
  - 死者： なし。
  - 状況： ドイツのシュトゥットガルト空港に接近中、滑走路の数百メートル手前に墜落した。

### 2025年
- 2025年1月5日[1]
  - 便名： インド沿岸警備隊 訓練機
  - 機種： ドゥルーブ MkIII
  - 死者： 乗員2人と搭乗していた潜水士1人の全員が死亡
  - 状況： グジャラート州ポルバンダル空港で、定期訓練飛行中に墜落した。

- 2025年1月7日
  - 便名： スワンリバー水上飛行機(便名不明)
  - 機種： セスナ  208 キャラバン675 水上飛行機
  - 死者： 乗客乗員7人中3人死亡。
  - 状況： 西オーストラリア州ロットネスト島の東30kmにある西オーストラリア州サウスパースの基地に戻る途中、西オーストラリア州ロットネスト島のトムソン湾から離陸中に墜落した。
  - 詳細： 「2025年スワンリバー水上飛行機セスナ 208 墜落事故（英語版）」を参照。

- 2025年1月28日
  - 便名： エアプサン 391便
  - 機種： エアバス A321-200
  - 死者： なし。
  - 状況： 金海国際空港から香港行きの離陸前に火災を起こし、4人が負傷し、乗客乗員176人全員が避難した。
  - 詳細： 「エアプサン391便火災事故（英語版）」を参照。

- 2025年1月29日
  - 便名： ライトエアサービス（便名不明）
  - 機種： ビーチクラフト 1900
  - 死者： 乗客乗員21名中20名が死亡。
  - 状況： 南スーダン・ユニティ州からジュバ空港へ向かう便が、離陸3分後に墜落した。
  - 詳細： 「2025年ライトエアサービスB1900D機墜落事故（英語版）」を参照。

- 2025年1月29日
  - 便名： 1) アメリカン航空 5342便、2)米軍ヘリ
  - 機種： 1)ボンバルディア CRJ-700 2) Sikorsky UH-60 Black Hawk
  - 死者： 両機の乗員乗客合計67名全員が死亡。
  - 状況： ウィチタ・ドワイト・D・アイゼンハワー国際空港からレーガン・ナショナル空港へ向かうアメリカン航空5342便が、着陸中に米軍ヘリコプターと空中衝突し、ポトマック川に墜落した。
  - 詳細： 「アメリカン航空5342便空中衝突事故」を参照。

- 2025年1月31日
  - 便名： ジェット・レスキュー・エア・アンビュランス（航空医療サービス機）
  - 機種： リアジェット55（英語版）
  - 死者： 乗客乗員6名全員が死亡。
  - 状況： 小児患者の搬送のためノースイースト・フィラデルフィア空港（英語版）からスプリングフィールド＝ブランソン・ナショナル空港（英語版）へ向かう民間小型ジェット機が、フィラデルフィア北東部の住宅地に墜落。
  - 詳細：　「2025年フィラデルフィアリアジェット墜落事故（英語版）」を参照。

- 2025年2月6日
  - 便名： ベーリング・エア 445便
  - 機種： セスナ 208 グランド・キャラバン EX
  - 死者： 乗員乗客10名全員が死亡。
  - 状況：  ウナラクリート空港（英語版）からノーム空港へ向かっていた便が、ベーリング海に墜落。
  - 詳細： 「ベーリング・エア445便墜落事故」を参照。

- 2025年2月10日
  - 便名： 個人所有機
  - 機種： 1）リアジェット35A、2）ガルフストリームG200（英語版）
  - 死者： 乗客乗員4人中1人死亡
  - 状況： テキサス州オースティンからアリゾナ州スコッツデール空港（英語版）へ向かうリアジェット機が着陸後滑走路を逸脱し、駐機していたガルフストリーム機に衝突した。

- 2025年2月17日
  - 便名： デルタ航空 4819便
  - 機種： ボンバルディア CRJ-900
  - 死者： なし
  - 状況： ミネソタ州ミネアポリス・セントポール国際空港からオンタリオ州トロント・ピアソン国際空港へ向かうが着陸の際、失敗し、横転した。
  - 詳細: 「デルタ航空4819便着陸失敗事故」を参照

- 2025年6月12日
  - 便名： エア・インディア 171便
  - 機種： ボーイング 787-8
  - 死者： 乗員乗客242人中241人と地上の19人が死亡
  - 状況： グジャラート州アフマダーバード空港からイギリスロンドン・ガトウィック空港へ向かうが同便は離陸直後にアーメダバードのメーガニ・ナガル地区、空港境界線のすぐ外側に墜落した。
  - 詳細: 「エア・インディア171便墜落事故」を参照

- 2025年7月24日
  - 便名： アンガラ航空 2311便
  - 機種： アントノフ24
  - 死者： 乗客乗員48人全員が死亡
  - 状況： ブラゴヴェシチェンスクのイグナチェヴォ空港からティンダのティンダ空港（英語版）に向かう便が、着陸準備中にティンダから約15km離れた森林に墜落した。
  - 詳細： 「アンガラ航空2311便墜落事故（英語版）」を参照